# خنو خال سیاه
خنو خال سیاه (Plectorhinchus pictus) از ماهی‌های خلیج فارس است. حداکثر طول بدن آن به ۶۰ سانتیمتر می‌رسد.
نامهای علمی مترادف:
Plectorhynchus fangi Whitly,۱۹۵۱
(Plectorhynchus cinctus (Temminck and Schlegel,1842
Gaterin cinctus Munro,۱۹۵۵
نام انگلیسی:
Trout sweetlips

## مشخصات
زیر چانه دارای ۶ عدد سوراخ. باله پشتی دارای ۱۲ شعاع سخت و ۱۵ تا ۱۶ شعاع نرم است. باله مخرجی دارای ۳ شعاع سخت و ۷ شعاع نرم و باله شکمی دارای ۱ شعاع سخت و ۵ شعاع نرم می‌باشد. رنگ بدن قهوه‌ای مایل به خاکستری با لکه‌های تیره گرد در پشت و پهلوها می‌باشد. بدن ماهی بزرگ و مستطیلی شکل است و بخش قدامی آن نسبتاً بلند. پیش سرپوش چهار گوش و پشت آن دندانه دارد. خط جانبی دارای ۵۰ تا ۵۴ عدد فلس سوراخدار و بخش پائینی اولین کمان آبششی دارای ۱۱ تا ۱۵ عدد خار آبششی می‌باشد.

## زیست‌شناسی
متعلق به آبهای ساحلی می‌باشد. روی منطقه صخره‌ای و سنگی تا عمق ۸۰ متری زیست می‌کند. تغذیه از میگوها و کرم‌های پر تار دریایی است.

## وسایل صید
قلاب دستی و ترال کف و گرگور.